# Daniel Harnisch

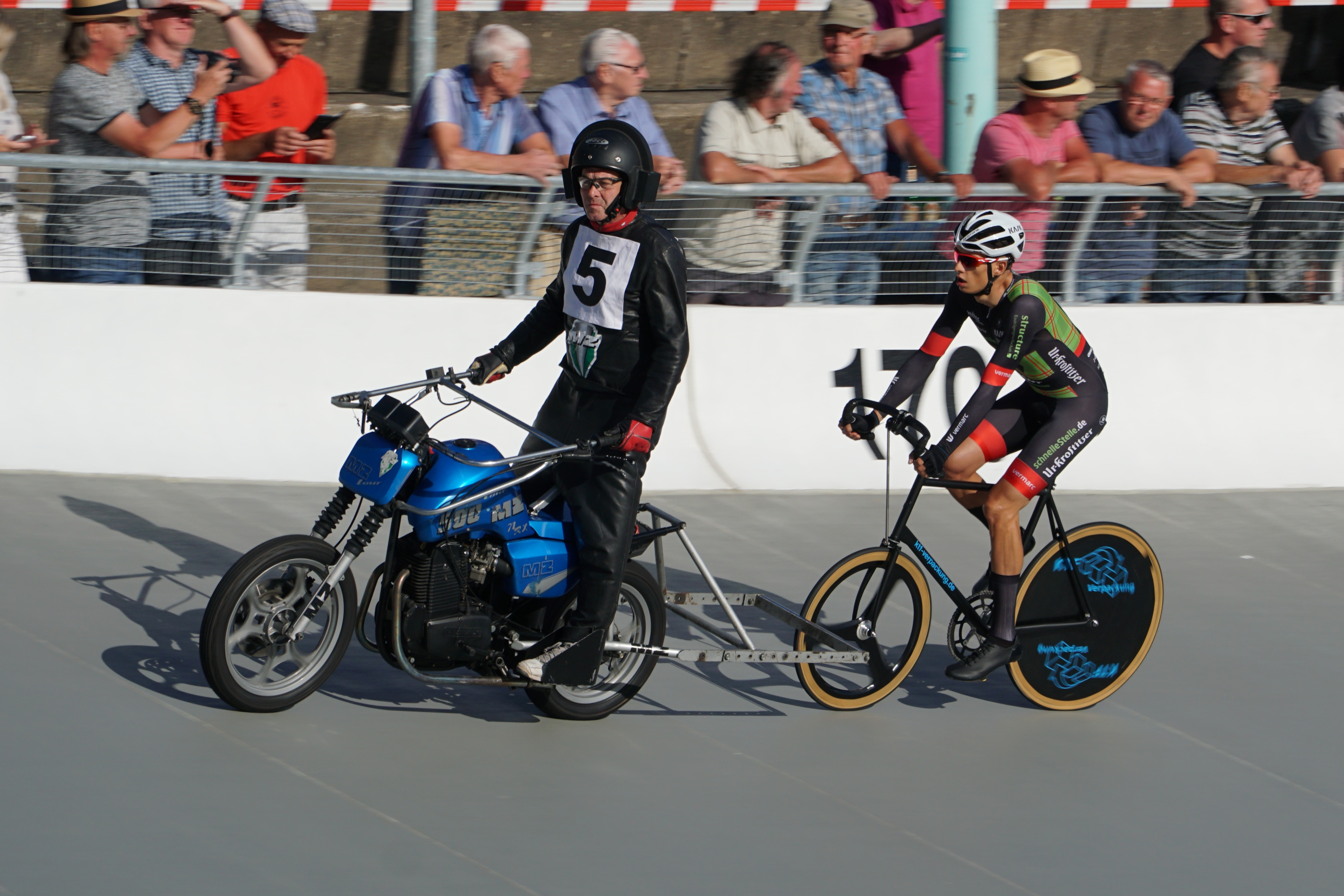
Harnisch bei der Steher-DM 2018 in Chemnitz,
hinter Schrittmacher Lutz Weiß

Daniel Harnisch (* 22. September 1992 in Leipzig) ist ein deutscher Radrennfahrer, der Rennen auf Straße und Bahn bestreitet. Er ist spezialisiert auf Steherrennen.

## Sportlicher Werdegang
Seit 2004 ist Daniel Harnisch als Radsportler aktiv. 2018 in Erfurt, 2019 in Pordenone/Italien und 2022 in Lyon/Frankreich errang er bei Steher-Europameisterschaften jeweils hinter Schrittmacher Peter Bäuerlein die Bronzemedaille. 2023 erreichten die beiden den 2. Platz bei der Steher-Europameisterschaft in Pordenone. 2020 in Erfurt und 2022 in Berlin wurden Harnisch/Bäuerlein deutsche Steher-Meister.

## Erfolge
2017
- Deutsche Meisterschaft – Dernyrennen (hinter Lutz Weiß)

2018
- Europameisterschaft – Steherrennen (hinter Peter Bäuerlein)

2019
- Europameisterschaft – Steherrennen (hinter Peter Bäuerlein)

2020
- Deutscher Meister – Steherrennen (hinter Peter Bäuerlein)

2022
- Europameisterschaft – Steherrennen (hinter Peter Bäuerlein)
- Deutscher Meister – Steherrennen (hinter Peter Bäuerlein)

2023
- Europameisterschaft – Steherrennen (hinter Peter Bäuerlein)